# Wilfried Legat
Wilfried Legat (* 12. Dezember 1933 in Berlin; † 16. September 2017) war ein deutscher Bundesbeamter und Experte für Verkehrsplanung, der nach seiner Pensionierung unter anderem Gutachter- und Beratertätigkeiten für Entwicklungsprojekte im Ausland übernahm. Er war von 1971 bis 1999 Referatsleiter im Bundesministerium für Verkehr in Bonn und später als Professor an der Technischen Universität Berlin tätig. Legat war auch der Autor zweier autobiografischer Bücher.

## Werdegang
Nach dem Abitur an einer Ostberliner Oberschule ging Legat nach Hamburg, wo er 1956 in kürzester Frist sein Studium als Diplom-Volkswirt abschloss.
Seine Kindheit und Jugend schildert er in seinem Buch Wechselkurs. Eine Jugend in Berlin. Er berichtet von zeittypischen Erlebnissen aus der Zeit des Stalinismus im zweigeteilten Berlin. Seine Erlebnisse in Hamburg als jobbender Student schildert er in seinem unveröffentlichten Erinnerungsbuch Im Westen viel Neues.

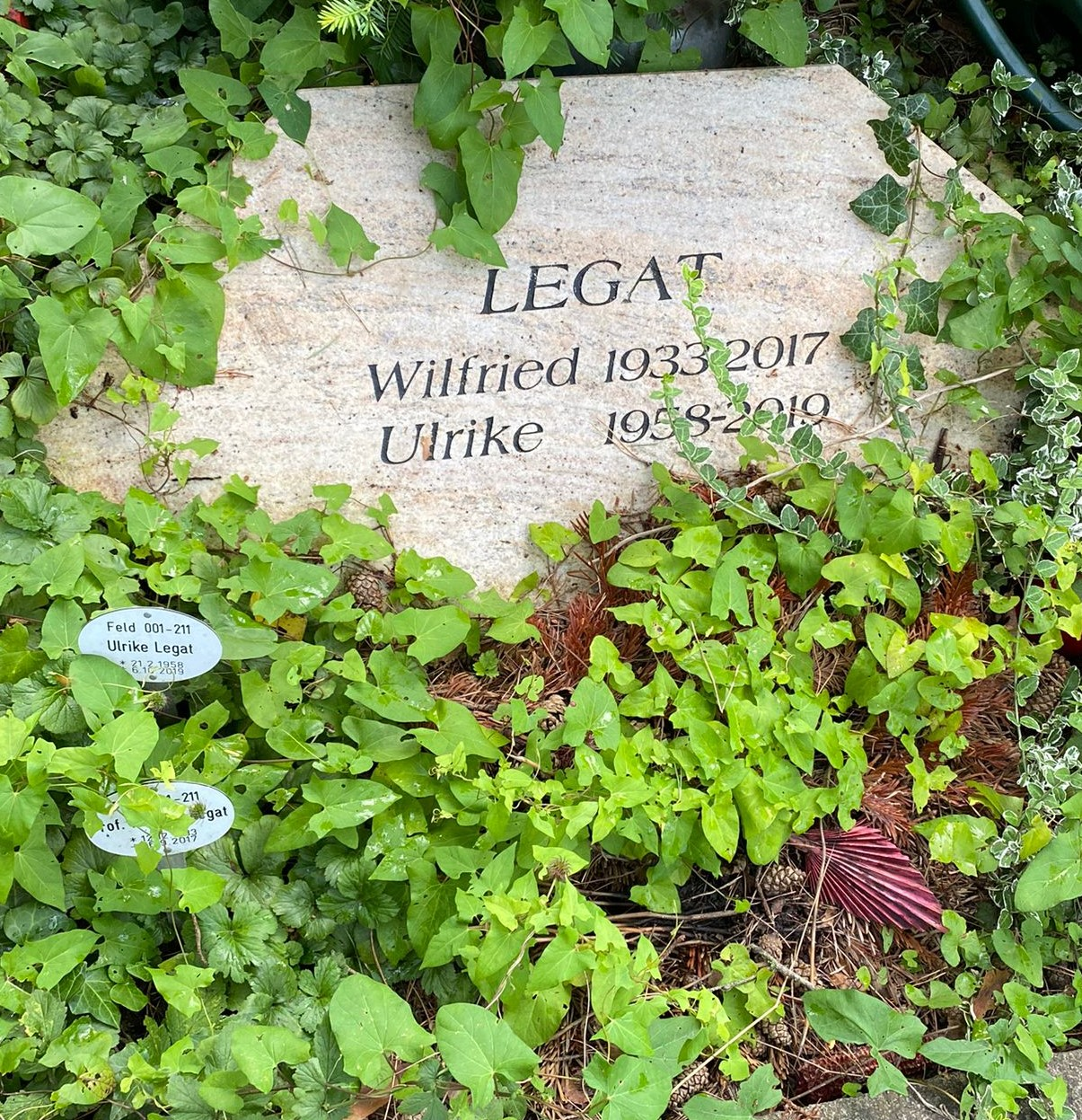
Grabstätte auf dem Waldfriedhof Dahlem

Legat begann seinen beruflichen Werdegang als wissenschaftlicher Mitarbeiter beim Statistischen Landesamt Hamburg. Er verfasste unter anderem Sonderveröffentlichungen für die vom Statistischen Landesamt herausgegebene Reihe Hamburg in Zahlen mit den Daten einer 1956 in Hamburg durchgeführten Haushalts- und Verkehrsbefragung.
1959 wechselte Legat zum Statistischen Bundesamt in Wiesbaden, wo er zunächst als wissenschaftlicher Mitarbeiter und später als Referatsleiter mit Aufgaben der Verkehrsstatistik und der Volkswirtschaftlichen Gesamtrechnung betraut war. Er verfasste Fachaufsätze in der vom Statistischen Bundesamt herausgegebenen Reihe Wirtschaft und Statistik. Daneben schrieb er journalistische Beiträge und Sachaufsätze zu statistischen und verkehrspolitischen Fragen für Zeitungen und Publikumszeitschriften.
1971 wechselte Legat zum Bundesverkehrsministerium in Bonn. Als Referatsleiter in der verkehrspolitischen Grundsatzabteilung befasste er sich mit volkswirtschaftlichen Problemanalysen, Fragen der Verkehrssicherheit und als Forschungsbeauftragter des Ministeriums auch mit Grundsatzfragen aus Forschung und Entwicklung.
Neben seiner Tätigkeit im Verkehrsministerium war Legat Lehrbeauftragter an der Technischen Universität Berlin, die ihn 1985 zum Honorarprofessor ernannte. Nach seinem Ausscheiden aus dem Bundesdienst war er bis März 2000 Gastprofessor und kommissarischer Leiter des Fachgebiets „Integrierte Verkehrsplanung“. Seine Forschungen befassten sich mit der Berliner Stadt- und Verkehrsgestaltung. In einem Gutachten für Berliner Wirtschaftsverbände plädierte er für die Erhaltung des Tempelhofer Flughafens als Standort für den Geschäftsflugverkehr und als Regierungsflughafen.
Außerdem übernahm er Beratungsaufträge, die ihn zunehmend ins Ausland führten. So nahm er an einem dreijährigen Entwicklungsprojekt der Europäischen Union in Russland teil, das die Schaffung eines mit Europa kompatiblen verkehrlichen Ordnungsrahmens unterstützen sollte. Er berechnete Ersatzansprüche, die durch Flugzeugunglücke über dem Bodensee und in der südöstlichen Türkei entstanden waren. Schließlich begleitete er ein dreijähriges Entwicklungsprojekt der Bundesregierung zur Ertüchtigung der afghanischen Zivilluftfahrt.
Legat lebte zuletzt wieder in Berlin. Er war in dritter Ehe mit Ulrike Legat (1958–2019) verheiratet, die ihn auch als Projektassistentin auf allen Auslandsmissionen begleitete. Aus erster und zweiter Ehe stammen zwei Söhne und zwei Töchter, die in Hamburg und in Süddeutschland leben. Sein Grab befindet sich auf dem Waldfriedhof Dahlem.

## Veröffentlichungen (Auswahl)

### Fachaufsätze
In Sammelwerken:
- Prometheus und Diane: Götter unserer technischen Zukunft. In Verkehr 2000, Wirtschafts- und Verkehrsverlag Hanse, Hamburg 1988, ISBN 3-9801675-0-X, S. X–Y.
- Verkehr im nächsten Jahrtausend. In Am Anfang war das Rad, Insel Verlag Frankfurt am Main 1997, ISBN 3-458-16853-2, S. X–Y.

In Zeitschriften:
- Die Pendelwanderung zwischen Hamburg und seiner Umgebung, in Hamburg in Zahlen, Heft 9 (1958), S. X–Y.
- Struktur und Ausbaustand des deutschen Straßenverkehrs, in Zeitschrift für Verkehrssicherheit, Heft 4 (1967), S. X–Y.
- Halbierung des Unfallgeschehens: ein erreichbares Ziel für die 80er Jahre, in Zeitschrift für Verkehrssicherheit, Heft 2 (1983), S. X–Y.
- Die heimlichen Volkszählungen, Sonderdruck der Zeitschrift Berliner Statistik, Heft 2 (1984).
- Russlands Verkehrswirtschaft in der Krise, in Internationales Verkehrswesen, Heft 6 (2002), S. X–Y.

### Presseartikel
- Das Risiko ist viel zu groß. Radfahrer und Mopeds in der Stadt, Die Zeit Nr. 22/1969 vom 10. Juli 1969
- Transrapid – ein technologischer Flop?, Wilhelmshavener Zeitung 22. Oktober 1988
- Attraktiv durch ihr hohes Tempo, Kölner Stadtanzeiger Nr. 94 RN14
- Mehr Chancen für die Eisenbahn, Der Tagesspiegel 9. Mai 1990
- Der Transrapid hat in Europa keine Chancen, Hannoversche Allgemeine Zeitung 9. Mai 1990
- Weniger Zuwachs im Verkehr erwartet, Frankfurter Allgemeine Zeitung 23. Januar 1981

### Erlebnisberichte
- Duft von Kalmus. Geschichte einer ostpreußischen Familie, Husum 1995, ISBN 3-88042-731-3
- Wechselkurs. Eine Jugend in Berlin, Verlag der Nation, Husum 2008, ISBN 978-3-373-00529-2

### Rezensionen zu Legats Autobiografien
- Lebensprall, ja voll Humor und Warmherzigkeit, Ostholsteiner Anzeiger 23. September 1995
- Eine spannend zu lesende Familiengeschichte, Das Ostpreußenblatt 16. Oktober 1995
- Czym pachnie tatarek? Gazeta olsztynska 6. September 1995
- Vaters Tagebuch wurde zu einer Familiensaga, Berliner Morgenpost 24. Mai 1996
- Neue Bücher aus Bonn und Region von Ulrike Strauch im Generalanzeiger 30. Mai 2009